# 108
Cette page concerne l'année 108  du calendrier julien. Pour l'année 108 av. J.-C., voir 108 av. J.-C. Pour le nombre 108, voir 108 (nombre).
L'année 108 est une année bissextile qui commence un samedi.

## Événements
- 1er janvier, Rome : début du consulat d'Appius Annius Trebonius Gallus et de Marcus Atilius Metilius Bradua[1].

- Politique de grands travaux en Italie. Développement des alimenta, crédits d’État dont les intérêts sont destinés à l’éducation des enfants pauvres[2].